# گرگ‌ها (فیلم ۱۹۵۶)
گرگ‌ها (ایتالیایی: Uomini e lupi) فیلمی به کارگردانی جوزپه د سانتیس است که در سال ۱۹۵۶ منتشر شد. از بازیگران آن می‌توان به ایو مونتان، سیلوانا مانگانو و پدرو آرمنداریز اشاره کرد.